# Alicja Szewczyk

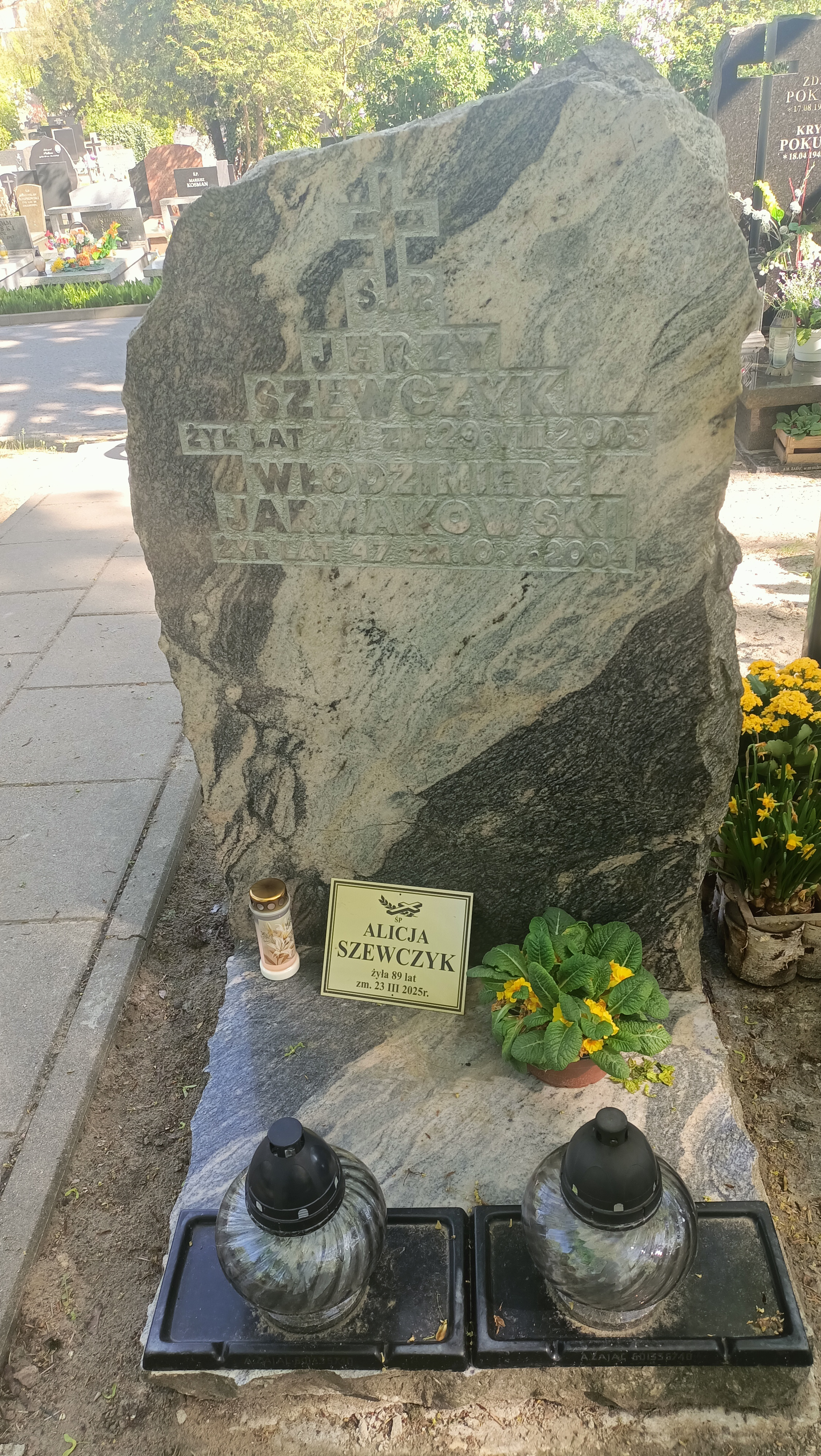
Grób Alicji Szewczyk na cmentarzu wojskowym na Powązkach

Alicja Szewczyk, z d. Śmiałek (ur. 2 stycznia 1936 w Łowiczu, zm. 23 marca 2025 w Warszawie) – polska siatkarka, brązowa medalistka mistrzostw Europy, wielokrotna mistrzyni Polski.

## Kariera sportowa
W młodości uprawiała lekką atletykę w klubie Pelikan Łowicz. W 1953 zdobyła m.in. brązowy medal w skoku wzwyż na I Centralnej Spartakiadzie Szkolnej, wynikiem 1,44 m.
Od 1953 była zawodniczką siatkarskiej drużyny AZS-AWF Warszawa, zdobywając z nią mistrzostwo Polski w 1955, 1956, 1957, 1958, 1960, 1962, 1963, 1964, 1965 i 1966, wicemistrzostwo Polski w 1959, brązowy medal mistrzostw Polski w 1954 (sezon 1960/1961 opuściła). Karierę sportową zakończyła w 1967.
W reprezentacji Polski debiutowała 7 maja 1955 w towarzyskim spotkaniu Jugosławią. W 1957 zdobyła z drużyną akademickie mistrzostwo świata, w 1958 brązowy medal mistrzostw Europy. Ostatni raz w biało-czerwonych barwach zagrała 17 kwietnia 1960 w towarzyskim spotkaniu z Bułgarią. Łącznie w I reprezentacji Polski wystąpiła 40 razy.
W latach 1973–1991 pracowała jako nauczyciel akademicki w SGPiS (obecnie SGH) w Warszawie, gdzie zajmowała stanowisko zastępcy kierownika Studium Wychowania Fizycznego i Sportu.
Została pochowana na cmentarzu wojskowym na Powązkach kwatera E rząd 17 grób 16
Jej mężem był siatkarz i trener siatkówki Jerzy Szewczyk.